# Microphotolepis schmidti
Microphotolepis schmidti är en fiskart som först beskrevs av Angel och Verrier, 1931.  Microphotolepis schmidti ingår i släktet Microphotolepis och familjen Alepocephalidae. Inga underarter finns listade i Catalogue of Life.